# (1776) Kuiper
Pour les articles homonymes, voir Kuiper.
(1776) Kuiper est un astéroïde de la ceinture principale.

## Description
(1776) Kuiper est un astéroïde de la ceinture principale. Il fut découvert par Cornelis Johannes van Houten, Ingrid van Houten-Groeneveld et Tom Gehrels le 24 septembre 1960 à l'observatoire Palomar. Il présente une orbite caractérisée par un demi-grand axe de 3,1043 UA, une excentricité de 0,0133 et une inclinaison de 9,4917° par rapport à l'écliptique.
Il fut nommé en hommage à l'astronome Gerard Kuiper.

## Compléments